# Anja-Ursula Hucke
Anja-Ursula Hucke (* 1967) ist eine deutsche Juristin.

## Leben
Von 1983 bis 1988 studierte sie Rechtswissenschaften mit Schwerpunkt Wirtschafts- und Steuerrecht an der Ludwig-Maximilians-Universität München. Nach dem 1. Staatsexamen war sie Referendarin in Bayern und Atlanta. Von 1991 bis 1995 war sie wissenschaftliche Mitarbeiterin von Erich Schanze an der Universität Oldenburg. Nach der Promotion 1995 an der Goethe-Universität mit einer juristisch-ökonomischen Analyse der Beziehung von Gesellschaftern und GmbH-Geschäftsführern war sie von 1995 bis 2000 wissenschaftliche Assistentin bei Peter Salje an der Universität Hannover. Nach der Habilitation 2000 in Hannover mit einem rechtsvergleichenden Thema aus dem Wettbewerbsrecht vertrat sie von 2000 bis 2003 die Professur für Privatrecht und Patentrecht an der TU München. Seit 2003 ist sie Professorin für Bürgerliches Recht, Handels- und Gesellschaftsrecht, Deutsches und Europäisches Wirtschafts- und Unternehmensrecht an der Juristischen Fakultät der Universität Rostock.
Ihre Forschungsschwerpunkte sind Wirtschaftsrecht, insbesondere Handels-, Gesellschafts- und Unternehmensrecht sowie Recht der Internen Revision.

## Schriften (Auswahl)
- Gesellschafter und Geschäftsführer der GmbH. Juristische und ökonomische Analyse. Wiesbaden 1996, ISBN 3-8244-6264-8.
- Wirtschaftsprüfer: Auf dem Weg zu Alleskönnern oder vom Gesetzgeber überfordert?. Baden-Baden 2001, ISBN 3-7890-7663-5.
- Erforderlichkeit einer Harmonisierung des Wettbewerbsrechts in Europa. Baden-Baden 2001, ISBN 3-7890-7017-3.
- mit Thomas Münzenberg: Recht der Revision. Juristische Grundlagen für die Praxis der internen Revision. Berlin 2015, ISBN 3-503-16313-1.